# Wilhelm Kreuz
Wilhelm Hans Kreuz (ur. 29 maja 1949 w Wiedniu) – austriacki piłkarz występujący na pozycji napastnika.

## Kariera klubowa
Kreuz treningi rozpoczął w 1956 roku w klubie SV Donau. W 1962 roku trafił do Admiry Energie, a w 1966 roku został włączony do jej pierwszej drużyny. W 1971 roku Kreuz został królem strzelców ligi austriackiej. W tym samym roku Admira Energie zmieniła nazwę na Admira Wacker. W pierwszej drużynie Admiry Kreuz grał przez sześć lat. W tym czasie rozegrał tam 147 spotkań i zdobył 49 bramek.
W 1972 roku odszedł do holenderskiej Sparty Rotterdam. Tam spędził dwa kolejne lata, w ciągu których zagrał tam w 65 meczach i strzelił w nich 22 gole. W 1974 roku przeniósł się do mistrza Holandii – Feyenoordu. Przez następne cztery sezony wystąpił tam w 132 pojedynkach i strzelił 58 bramek.
W 1978 roku Kreuz powrócił do Austrii, gdzie został graczem drużyny VÖEST Linz. W 1980 roku wywalczył z nim wicemistrzostwo Austrii. W 1982 roku odszedł do SC Eisenstadt. W tym samym roku zakończył karierę. Po zakończeniu kariery był trenerem klubów Admira Wacker, VÖEST Linz, SV Stockerau, FC ÖMV Stadlau, VSE St. Pölten oraz SV Donau.

## Kariera reprezentacyjna
W reprezentacji Austrii Kreuz zadebiutował w 1969 roku. W 1978 roku został powołany do kadry na Mistrzostwa Świata. Zagrał na nich we wszystkich meczach swojej drużyny, z Hiszpanią (2:1), Szwecją (1:0), Brazylią (0:1), Holandią (1:5), Włochami (0:1) oraz RFN (3:2). Z tamtego turnieju Austria odpadła po drugiej rundzie. W latach 1969–1981 w drużynie narodowej Kreuz rozegrał w sumie 56 spotkań i zdobył 10 bramek.